# Ivan Sjisjkin

Portret van Ivan Sjisjkin (1880) door Ivan Kramskoj, Russisch Museum, Sint-Petersburg

Ivan Ivanovitsj Sjisjkin (Russisch: Иван Иванович Шишкин) (Jelaboega, 13/25(*) januari 1832 - 8/20(*) maart 1898) was een Russisch landschapsschilder. Hij behoorde tot de groep van de Zwervers.

## Leven en werk
Sjisjkin begon zijn studie aan de Moskouse school voor schilderkunst, beeldhouwkunst en architectuur. Na vier jaar ging hij studeren aan de Keizerlijke Academie der Kunsten in Sint-Petersburg, alwaar hij in 1860 afstudeerde. In 1865 werd Sjisjkin benoemd tot lid van de Academie, en later werd hij er professor.
Gedurende enige tijd leefde Sjisjkin in Zwitserland en Duitsland. Na zijn terugkeer naar Rusland, sloot hij zich aan bij de Zwervers. Sjisjkin is beroemd geworden door zijn romantische bosgezichten, soms met spelende jonge beertjes.

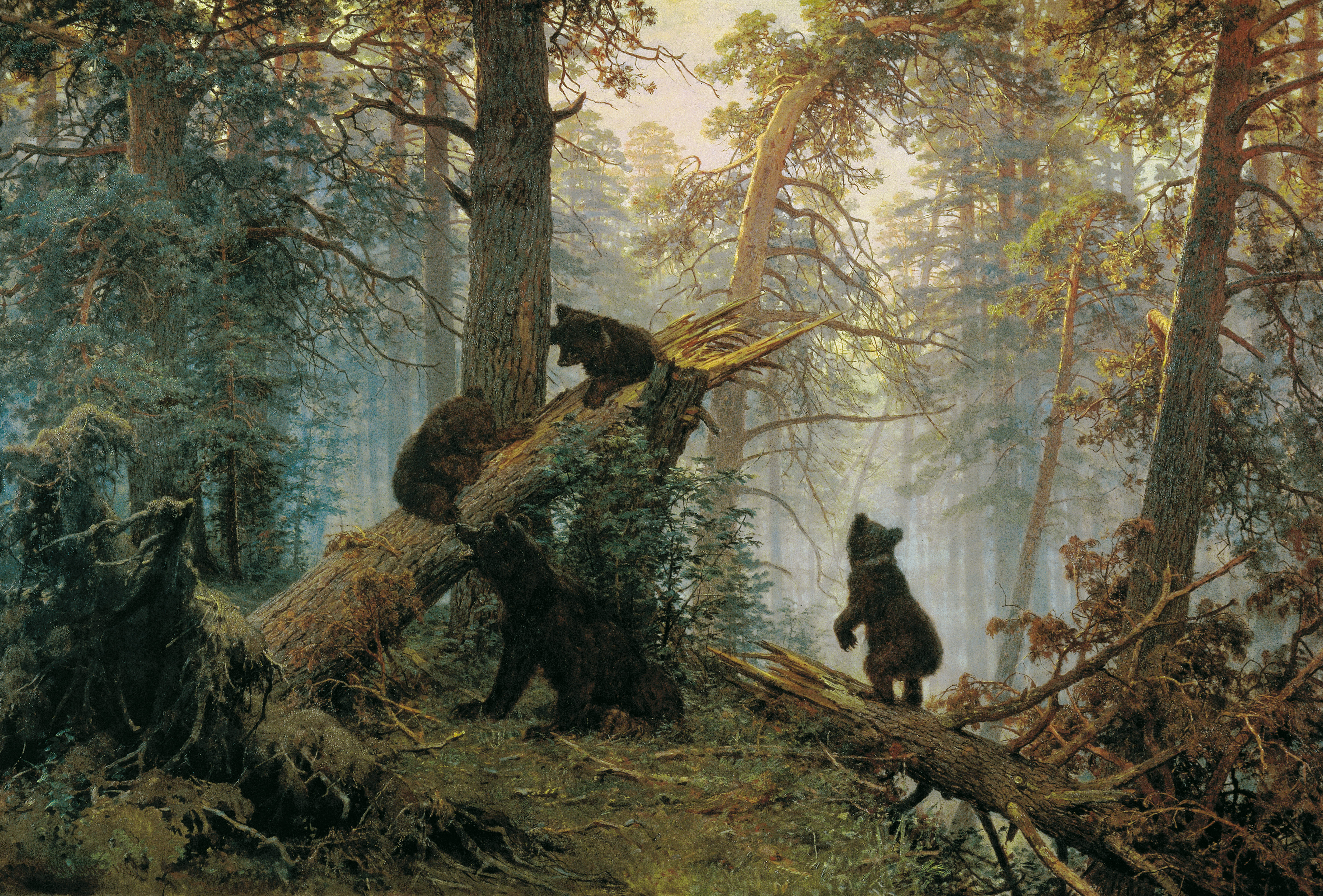
Ochtend in het dennenbos (1886), Tretjakovgalerij, Moskou

(*)Noot: de eerste datum is volgens de juliaanse kalender, die in Rusland tot de Oktoberrevolutie in 1917 gebruikt werd; de tweede datum is de datum zoals die volgens de nu gebruikte gregoriaanse kalender zou zijn geweest.

## Trivia
Het schilderij "Ochtend in het dennenbos" is in de Sovjet-Unie vooral beroemd geworden nadat het door de staats-snoepindustrie werd gebruikt als afbeelding op de wikkel van een zeer populaire chocoladeversnapering.
- Bibsys: 90145869
- Biblioteca Nacional de España: XX1075926
- Bibliothèque nationale de France: cb11936099t (data)
- CiNii: DA05768171
- Gemeinsame Normdatei: 118607839
- International Standard Name Identifier: 0000 0001 1876 9318
- Library of Congress Control Number: n82119235
- Nationale Bibliotheek van Letland: 000240361
- MusicBrainz: e762b727-191e-47c3-b5dd-e8644fac8ede
- Nationale Bibliotheek van Tsjechië: xx0021925
- Nationale bibliotheek van Australië: 36561742
- Nationale Bibliotheek van Israël: 987007271820505171
- Nationale Bibliotheek van Polen: a0000002062008
- Nederlandse Thesaurus van Auteursnamen: 073681830
- Réseau des bibliothèques de Suisse occidentale: 02-A000195851
- RKD-Nederlands Instituut voor Kunstgeschiedenis: 72891
- LIBRIS: 315985
- SNAC: w6q249mb
- Système universitaire de documentation: 067712657
- Trove: 1293565
- Union List of Artist Names: 500004158
- Virtual International Authority File: 61819715
- WorldCat: E39PBJjXkcxGxXq9RJCxB4mw4q